# Hypenula miriam
Hypenula miriam är en fjärilsart som beskrevs av William Schaus 1916. Hypenula miriam ingår i släktet Hypenula och familjen nattflyn. Inga underarter finns listade i Catalogue of Life.